# Cassago Brianza
Cassago Brianza (lombardul: Cassagh) település Olaszországban, Lombardia régióban, Lecco megyében. Lakosainak száma 4390 fő (2023. január 1.). Cassago Brianza Barzanò, Bulciago, Cremella, Monticello Brianza, Nibionno, Renate és Veduggio con Colzano községekkel határos.

## Népesség
A település lakossága az elmúlt években az alábbi módon változott:
| Lakosok száma | 4379 | 4371 | 4390 |
|               | 2017 | 2018 | 2023 |